# Alstom Movia
L'Alstom Movia (introduit originellement sous le nom d'Adtranz Movia et plus tard vendu sous le nom de Bombardier Movia) est une famille de métro conçues par Adtranz et plus tard construites par Bombardier Transport et finalement par Alstom, et destiné aux systèmes de transport à hautes capacités. La structure, l'aménagement intérieur, l'équipement, et la carrosserie sont entièrement personnalisables pour les besoins de chaque réseau qui la commande. 
Les rames Movia sont en activité dans de nombreux réseaux a travers le monde, tels que le métro de Singapour (MRT), le métro de Guangzhou (lignes 1 et 8) et le tube (métro de Londres). La conception originelle a été développée par Adtranz, qui a été acquise par Bombardier en 2001. Depuis l'acquisition de Bombardier par Alstom en 2021, Alstom est responsable de la construction et de la livraison des futures rames de métro Movia.

## Design
Le Movia est conçu autour d'une approche modulaire, ce qui lui permet d'être adapté pour une utilisation dans un large éventail d'utilisations. Bien que développé comme une plate-forme standardisée, la structure et les caisses du train peuvent être considérablement modifiées pour se conformer aux demandes variées d'un opérateur. Selon certaines informations, le Movia peut être modifié pour mieux s'adapter aux conditions opérationnelles locales, tandis que le système de direction et de gestion du train est facilement accessible pour l'entretien périodique. Des coûts d'exploitation réduits ont été obtenus grâce à la conception soignée des wagons de train pour faciliter l'accès pour l'entretien et les réparations, ainsi que pour de faibles coûts de cycle de vie et en tenant compte des conditions environnementales.
Le Movia intègre un corps en acier inoxydable ou en aluminium combiné à un système de propulsion performant. Chaque voiture est équipée de systèmes d'information passagers modernes et de systèmes de vidéosurveillance en circuit fermé (CCTV). Ils présentent des intérieurs et un design extérieur variés choisis par l'opérateur. Pour une meilleure accessibilité, ils sont généralement équipés de portes larges et de plate formes spacieuses. Les voitures sont également isolées pour fournir des niveaux de bruit intérieur relativement faibles, ce qui améliore l'environnement pour les passagers. Ils ont généralement une structure en BOA, permettant aux passagers de marcher sur toute la longueur du train.
Le Movia est propulsé par un système de propulsion avancé, permettant une consommation d'énergie relativement faible, connu sous le nom de MITrac (Modular Integrated Traction system). Dans une configuration typique, le train est capable d'atteindre une vitesse opérationnelle maximale de 85 km/h. Chaque voiture est équipée de bogies légers FLEXX Metro 1000, FLEXX Metro 2000, FLEXX Metro 3000 ou FLEXX Eco, qui permettent une utilisation optimale de la capacité du véhicule avec une consommation d'énergie moindre. 

## Opérateurs

### Canada
- Métro de Toronto : 80 formations de six voitures (480 voitures au total) sur les lignes Yonge-University et Sheppard : la livraison a commencé en octobre 2010 et le premier train est entré en service le 21 juillet 2011.

### Chine
- Métro de Guangzhou : Movia 456 - 34 formations de six voitures (204 voitures) ;
- Métro de Shanghai : 134 formations de six voitures (804 voitures) ;
- Métro de Shenzhen : 22 formations de six voitures (132 voitures).

### Inde
- Métro de Delhi : 77 formations de huit voitures (616 voitures) - Phase II (58 rames en service)[4] ;
- Métro de Kanpur : 67 formations de trois voitures (201 voitures), avec la marque Alstom[1]

### Singapour
- SBS Transit (MRT) : 92 formations de trois voitures (276 voitures), sur la Downtown Line en 2013 sous le nom C951/C951A ;
- SMRT (MRT) : 106 formations de six voitures (636 voitures), sur la Ligne Nord Sud et la Ligne Est-Ouest à partir de 2022 sous R151.

### Roumanie
- Métro de Bucarest : 44 formations de 6 voitures (264 voitures)  de type Movia 346, construites entre 2002 et 2008.

### Royaume-Uni
- Métro de Londres
  - 47 trains - Stock de tubes Movia, 8 voitures (Stock 2009) pour la ligne Victoria ;
  - 191 trains - Stock souterrain Movia, 7 ou 8 voitures (S Stock) pour les lignes Metropolitan, Hammersmith and City, Circle et District ;
  - Total de 1 771 voitures.

### Suède
- Métro de Stockholm
  - 270 ensembles C20 Movia de 3 voitures (810 voitures) construits à l'origine par Kalmar Verkstad et Adtranz (acquis plus tard par Bombardier), ainsi qu'un ensemble C20F Movia de 3 voitures construit par Bombardier avec la technologie FICAS ;
  - 96 ensembles C30 Movia de 4 voitures (384 voitures) ont été commandés pour être utilisés comme 48 trains pleine longueur sur la ligne rouge. Les premières unités ont été livrées à la mi-2018 et sont entrées en service passagers en août 2020. Les dernières unités devraient être livrées en 2022[5].

### États-Unis
- BART : 775 voitures type D et E ;
- Métro de New York : 318 voitures de type R179.

## Fabrication
Les voitures Alstom Movia sont assemblées sur plusieurs sites dans le monde :
- Allemagne : LEW Hennigsdorf ;
- Angleterre : plusieurs sites dont Derby Litchurch Lane Works ;
- Canada : Thunder Bay ;
- Chine : Changchun Alstom Railway Vehicles Co,. Ltd. en coentreprise avec CRRC Changchun Railway Vehicles Co., Ltd. - commandes chinoises et singapouriennes ; usines CRRC Nanjing Puzhen à Nankin et SATCO (coentreprise Shanghai Alstom Transport Company) à Shanghai ;
- États-Unis : Plattsburgh, État de New York ;
- Inde : Savli.